# Oretjärnen
Oretjärnen är en sjö i Härjedalens kommun i Härjedalen och ingår i Dalälvens huvudavrinningsområde. Sjön har en area på 0,0675 kvadratkilometer och ligger 560,2 meter över havet. Sjön avvattnas av vattendraget Orsälven (Oreälven).

## Delavrinningsområde
Oretjärnen ingår i det delavrinningsområde (683985-143047) som SMHI kallar för Utloppet av Oresjön. Medelhöjden är 582 meter över havet och ytan är 4,99 kvadratkilometer. Det finns inga avrinningsområden uppströms utan avrinningsområdet är högsta punkten. Orsälven (Oreälven) som avvattnar avrinningsområdet har biflödesordning 2, vilket innebär att vattnet flödar genom totalt 2 vattendrag innan det når havet efter 454 kilometer. Avrinningsområdet består mestadels av skog (93 procent). Avrinningsområdet har 0,37 kvadratkilometer vattenytor vilket ger det en sjöprocent på 3,8 procent.